# Sonja Wigert
Sonja Wigert (født Sonja Hansen, men tog efternavnet Wigert efter sin mormor, operasangerinden Lydia Wigert (1858-1904)) (født 11. november 1913 på Notodden, død 12. april 1980 i Alfaz del Pi på Spaniens solkyst) var en norsk-svensk skuespillerinde og spion under anden verdenskrig. Wigert spillede med i 31 film mellem 1934 og 1960.

## Baggrund
Sonja Wigert var datter af major Sigvald Hansen (1881–1954) og Carmen Franciska Christina Kirsebom (1887–1951). Hendes bror Knut Wigert (1916–2006) blev også en kendt skuespiller. De voksede op i Skien. Sonja Wigert dansede ballet, men ønskede også at blive modedesigner. Efter studier ved Statens håndværks- og kunstindustriskole i Oslo, et ophold som barnepige for en fransk familie i Paris og en tid på kostskole i Schweitz, begyndte hun på handelsskole i Norge. I 1934 deltog hun i en konkurrence om "Norges svar på Greta Garbo". Wigert vandt en af førstepremierne. Samme år debuterede hun ved scenen, og nogle år senere gik hun til filmen. På Nationaltheatret fik hun sit gennembrud som Dyveke i Diktatorinden af Kaj Munk, men filmen blev hendes medium. Rollerne i filmene Fant (1937) og Eli Sjursdotter (1938) medførte, at hun fra 1939 var en af de ledende filmstjerner i Sverige. I Danmark medvirkede hun i filmen Brevet fra afdøde (1946).

## Spion under anden verdenskrig
I april 1940 var Wigert bosat i Stockholm med svensk ægtemand - den folkekære journalist Torsten Flodén - og svensk statsborgerskab. I november 1940 kom hun for første gang under den tyske besættelse til Oslo som deltager i et et norsk filmprojekt. Tilfældigvis faldt hendes besøg sammen med et besøg af Joseph Goebbels. Hæderspladsen mellem Goebbels og den tyske Reichskommissar i Norge, Josef Terboven, ved en middag i det norske kronsprinspars hjem Skaugum i Asker, viste sig at være forbeholdt filmdivaen Sonja Wigert.
En anden kendt norsk skuespillerinde, Aase Bye, havde afvist invitationer ved at sige, at hun ikke gik i selskaber, hvor værtskabet var fraværende, med klar henvisning til, at det norske kronprinspar i eksil - og ikke Terboven - var Skaugums rette værtskab. Sonja Wigert besluttede også at udeblive, uden at melde afbud. Hendes plads mellem de to nazikoryfæer blev stående pinligt tom. Lige efter blev hendes bror Knut Wigerts ansøgning om at rejse til Sverige afslået. Den blev først indvilget, efter at Sonja havde undskyldt sit fravær overfor Terboven. Hendes bekendte bemærkede, at hun virkede helt forvandlet, da hun kom tilbage til Sverige efter nytår. En anonym kilde rapporterede til svensk efterretning, at "hennes lethed var som blæst væk. Nu var hun hård, alvorlig og nervøs." Svensk efterretning fik mistanke om, at hun havde gjort en aftale med tyskerne for at skaffe sin bror hans visum. Knut Wigert holdt sit ord og vendte tilbage til Norge som aftalt; men ved et senere besøg i Stockholm rejste han videre til England, hvor han meldte sig til Kompani Linge og blev vidne til, at skuespillerkollegaen Martin Linge blev dræbt under Måløyraidet.
Tilbage i Stockholm gik 21. januar 1941 ankom Sonja Wigert danserestauranten Grand Royal, samlingssted for byens societet. Som altid ved hendes ankomst, afbrød orkestret og skiftede til Cole Porters Night and Day. Til lyden af jungletrommer, der indleder melodien, gik Wigert hen til to tyskere ved et bord; sandsynligvis filmfolk. Men Wigerts telefon blev nu aflyttet af SÄPO, for hun omgikkes både tyske og britiske diplomater, og i juli 1942 blev hun indkaldt til svensk politi. Hun fortalte dem om sine problemer med at få sin bror Knut over til Sverige. Politimanden Thorsten Akrell var imponeret over alle hendes kontakter rundt om i ambassaderne, hendes intelligens og charme. Han var føringsofficer for svensk efterretning, og agent for USA med dæknavnet "the Kid". Nu ville han gerne have Wigert som agent. Hun røbede en grundlæggende antinazistisk holdning og ville med förtjusning være til hjælp for svensk politi. Som spion fik hun dæknavnet "Bill", og skrev rapporter om alt hun hørte og så på tysk side. Politiets mappe om hende med udskrifter af hendes telefonsamtaler blev åbnet i 2005, 25 år efter hendes død.
Hjemme i Skien lå Quislings forældre begravet. Det siges, at nogen en sommernat i 1942 fæstede et skilt på familiegraven med påskriften: "Affald henlægges her." Terboven beordrede arrestation af 100 personer opført på en "jøssingliste", dvs. en liste over patrioter. Sonja Wigerts far stod på listen, og i starten af juni blev han sendt til fangelejren Grini.
Terboven brød sig ikke om nordmænd og omgikkes dem ikke; men han var glad for skuespillerinder, og i august 1942 lod han Sonja Wigert, som da var i Oslo, hente fra hotel Continental i bil ud til Skaugum, hvor de sammen spiste middag. På opdrag fra den svenske generalstab lovede hun ham oplysninger, hvis hendes far blev løsladt fra Grini. I stedet bragte hun oplysninger tilbage til svenskerne, som på denne baggrund fik afsløret Gestapos hovedmænd i Sverige, August Finke og baron von Gossler. Begge blev udvist. Von Gossler havde helt til det sidste opvartet Wigert med blomster, og nærede øjensynligt ingen mistanke om, at det var hende, der havde "forrådt" ham. I stedet mistænkte han Zarah Leander (som i virkeligheden var Sovjet-agent).
Efterhånden som Wigert lærte Terboven at kende, skrev hun: "Han er et utenomordentligt artigt [dvs. belevent] og fascinerende menneske, og man har meget vanskelig for at forstå, at han er af den jernnatur, han har vist sig at være." De spiste flere gange middag sammen, og det kan være årsag til, at hendes far blev sat fri allerede 4. september. Hun sagde ja til at være hans spion i Sverige. Han anede ikke, at hun allerede var spion for svenskerne. I 1943 rekrutterede hun også Alfhild Hovdan ved Norges ambassade i Stockholm. Hovdan skulle fremskaffe oplysninger af militær art fra Norge.
Norske venner og kolleger blev skeptiske til Sonja Wigert. Hvor nær stod hun egentlig tyskerne? Samtidig var hendes tyske kontakt, baron von Gossler, mistænksom til hende og truede med, at hvis hun narrede dem, ville de tage hendes far som gidsel. Wigert bad en norsk venninde om at få sendt besked til familien i Skien, at de snarest måtte flygte. Sommeren 1943 hentede en bil hendes forældre og yngste bror Erik. Via Finnskogen kom de trygt over til Sverige. De vidste ikke selv, hvorfor de pludselig måtte flygte fra Norge. Da Wigert samme efterår deltog på et arrangement i regi af Ap-politikeren Martin Tranmæl blev Terboven så vred på hende, at han fik iværksat en sværtekampagne i Sverige, hvor det i november 1944 stod at læse i Expressen, at Wigert var tyskvenlig og skulle spille på det tyske teater i Oslo.

## Efter krigen
Da krigen var omme, blev hendes bror Knut fejret som modstandshelt, mens folk trak sig væk fra dobbeltspionen Sonja. Hun havde tidligt fået et dårligt rygte i den svenske opinion, som ikke kendte til hendes hemmelige indsats. Rygtet spredte sig til norske modstandskredse. I et interview i Aftenposten i september 1945 forklarede hun sin rolle som svensk spion, for "at få aflivet alle rygter", og fortæller om belastningen ved det langvarige dobbeltliv. "Til sidst blev jeg frosset ud overalt. En gang i et selskab for 45, hilste kun otte på mig. Jeg var helt fortvivlet." Efter krigen forsøgte flere at få hendes indsats anerkendt, og renvaske hende i Norge, men det lykkedes ikke rigtig.
Skibsreder Anders Jahre, der blev enkemand i 1940, og under krigen rejste frit mellem Norge og Sverige, havde i 1939 købt Osbyholms slot i Skåne for at imponere den langt yngre Wigert. Men da parret senere indbød egnens andre godsejere - de fleste fra svensk adel – til fest, kom ingen. De havde ikke engang meldt afbud til opkomlingen fra Sandefjord, som efter krigen med nød og næppe undgik tiltale fra norsk øvrighed for sin omgang med tyskerne.
Under krigen havde Wigert mødt sin ægtemand nummer to, den danske flyver og modstandsmand Niels Viggo Halfdan de Meza von Holstein-Rathlou. Han omkom, da hans fly styrtede i Øresund udenfor Skodsborg 28. september 1949.
Som enke boede Wigert en tid i sagfører Helge Schjærves villa på Smestad i Oslo. Schjærve havde meldt sig ind i NS efteråret 1940, bestyret formuer efter myrdede norske jøder for NS-myndighederne, og mistænktes for at have stukket nogle af jødernes værdier i egen lomme. Denne alliance gjorde heller ikke Wigerts holdning under krigen klarere, og Schjærve smed hende ud, straks han selv var blevet renvasket i landssvigsagen. Nu fik han det til, at hendes nærvær kompromitterede hans omdømme. I 1954 var Wigert ved at miste sig eget hjem. Sammen med skuespillerkollegaen Ulla Zetterberg i samme situation åbnede hun derfor en benzinstation lige ved Grand Hotel i Stockholm. Publiciteten var enorm, og omsætningen på BP-starionen – hvor mandlige kunder fik en douche af Chanel No. 5 – upåklagelig. Men efter fire måneder dukkede skibsreder Anders Jahre igen op i Stockholm. Wigert forlod benzinstationen og sin ti år yngre kæreste fra Norrland, Henning Sjöström, sagfører og tidligere tømmerhugger.
Sonja Wigerts sidste filmindspilning var den danske Eventyrrejsen fra 1960. I 1961 rejste hun til New York, for at møde ungareren Andor Gellért en sidste gang. Det var ham, hun havde elsket under krigen, skønt ingen af de to sikkert vidste, hvilken side, den anden var på. Med Ungarn på tysk side lå Gellért i dækning som antinazist, og blev i 1944 formelt hvervet som spion for USA. Ham havde hun aldrig kunnet glemme. Men i New York afviste også han hende, hvorefter hun vendte tilbage til sit hotelværelse og prøvede at tage sit liv. En telefon fra hendes svigerinde til hotelportieren fik dog reddet hende.
Sonja Wigert fortalte mod slutningen af sin karriere, at hun planlagde at skrive en selvbiografi, men det blev ikke til noget. Hun bosatte sig i et lille hus i den norske koloni Alfaz del Pi i Spanien. Først i 2003 kom historien om hendes efterretningsarbejde under krigen for en dag.
Hendes yngste bror Erik besøgte hende i hendes ensomme eksil, men på sit vis havde hun det godt. Iblandt kørte hun op til El Vikingo, hvor de noget ældre norske pensionister plejede at samles. Nogle aftener var hun sit gamle jeg; andre gange sad hun stille i en krog og drak, inden hun kørte hjemad i sin lille sportsbil. En gang kørte hun forkert ved en lille bro, men kom uskadet fra det. Nordmænd i Alfaz del Pi kalder stadig den lille bro "Sonjabroen". Hun døde i 1980, kun 66 år gammel. Da hendes brødre Knut og Erik ankom hendes hus den følgende dag, brændte Knut Wigert omgående alle papirer og breve i pejsen. Men nogle måneder senere fandt han en morgen en plasticpose fra en svensk Shell-station på sin trappe. Den indeholdt udklipsbøger, Sonja selv havde lavet i sin glanstid. Erik tog vare på dem, men ingen ved, hvem der kom med posen.
I 2019 kom der en film om Sonja Wigerts liv som hemmelig agent under krigen.

## Udvalgt filmografi
- 1960 – Eventyrrejsen
- 1953 – En kvinde jages
- 1951 – Alt dette - og Island med
- 1949 – Luftens mandfolk
- 1947 – Ægtepar på vulkaner
- 1946 – Brevet fra afdøde
- 1944 – Mit Folk er ikke dit
- 1944 – Tænk kun paa de lykkelige Timer
- 1943 – Mellem to Tog
- 1942 – Fallet Ingegerd Bremssen
- 1940 – Romance
- 1939 – Hennes lilla Majestät
- 1938 – Eli Sjursdotter
- 1937 – Lovløse Mænd